# Ивахно, Иван Тимофеевич
Иван Тимофеевич Ивахно (1911 — 22 июня 1948) — красноармеец, участник Великой Отечественной войны, полный кавалер ордена Славы.

## Биография
Родился в 1911 году в селе Пантусово, ныне Стародубский район Брянской области, в семье крестьянина. После окончания 7 классов работал в колхозе.
В январе 1944 года был призван в Красную Армию, в боевых действиях начал принимать участие с февраля того же года. В середине января 1945 года, в ходе боёв за село Мариамполь (Польша), уничтожил 6 солдат противника, на следующий день первым пошёл в атаку, увлекая за собой боевых товарищей. 10 февраля того же года был награждён орденом Славы 3-й степени. В конце января 1945 года, во время боя за Познань (Польша), уничтожил 7 солдат противника, под огнём противника участвовал в подготовке перехода через противотанковый ров. 17 марта 1945 года был награждён орденом Славы 2-й степени. Во время боёв вблизи населённого пункта Альт-Тухебанд (Брандербург, Германия) автоматным огнём уничтожил пулемётный расчёт врага, что дало возможность дальнейшего продвижения его подразделения. 15 мая 1946 года был награждён орденом Славы 1-й степени, став полным кавалером ордена Славы.
Демобилизовался в 1945 году. После демобилизации поселился в Куряхино Сталинской области (ныне Донецкая область, Украина). Работал на местной электростанции — мастером по котлам.
Скончался 22 июня 1948 года.

## Награды
- Орден Славы 1-й степени (15 мая 1946);
- Орден Славы 2-й степени (17 марта 1945 — № 24515)[2];
- Орден Славы 3-й степени (10 февраля 1945 — № 240427)[3];
- Медаль «За взятие Берлина»[4].